# Game.EXE
Game.EXE fue una revista mensual rusa centrada en los videojuegos. Se lanzó en marzo de 1995 con el título Магазин игрушек  (Magazin igrushek, literalmente Juguetería) y mantuvo ese nombre hasta diciembre de 1996. A partir de 1997, pasó a llamarse Game.EXE y funcionó hasta junio de 2006, con los últimos 4 números publicados en junio.